# USS Somers (1842)
Pour les autres navires du même nom, voir USS Somers.

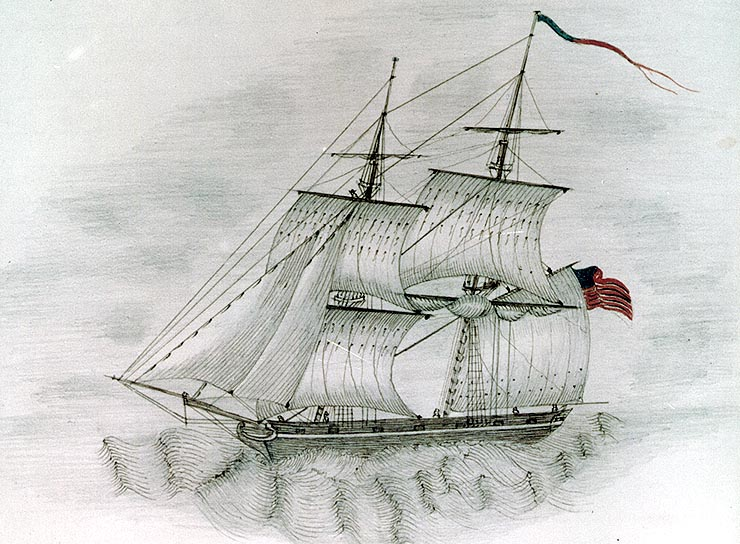
Dessin de l’USS Somers

L’USS Somers est un brick de la marine américaine mis en service en 1842 et coulé le 8 décembre 1846, à bord duquel la seule mutinerie de l'histoire de l’US Navy est réprimée par la force en 1842.

## Caractéristiques
D’un poids de 259 tonnes, le Somers a une longueur de 78 mètres. Il est armé de dix carronades de 32 livres pour un équipage de 120 hommes.

## Histoire

### De 1842 à 1845
Lancé le 16 avril 1842 du port de New York et commandé par Alexander Slidell Mackenzie, le Somers fait une première traversée inaugurale en juin et juillet à Porto Rico et retour à son port d’origine. Le 13 septembre il part pour l’Afrique à travers l’océan Atlantique. Pendant cette traversée, le capitaine du Somers expérimente une nouvelle méthode d’apprentissage pour les cadets.
Après des escales à Madère et Tenerife à la recherche d’un navire barbaresque, le Somers arrive à Monrovia le 10 novembre et met le cap sur les Îles Vierges. Pendant cette traversée, le capitaine fait mettre aux arrêts le 26 novembre trois marins pour tentative de mutinerie. Le 1er décembre, ils sont condamnés à mort et exécutés. Cette affaire est connue sous le nom de l’affaire Somers.
Finalement, le Somers rejoint New York le 14 décembre où son capitaine est traduit devant une cour martiale. Le 20 mars 1843, le Somers est réarmé et assigné à la défense des côtes atlantiques.

### 1846

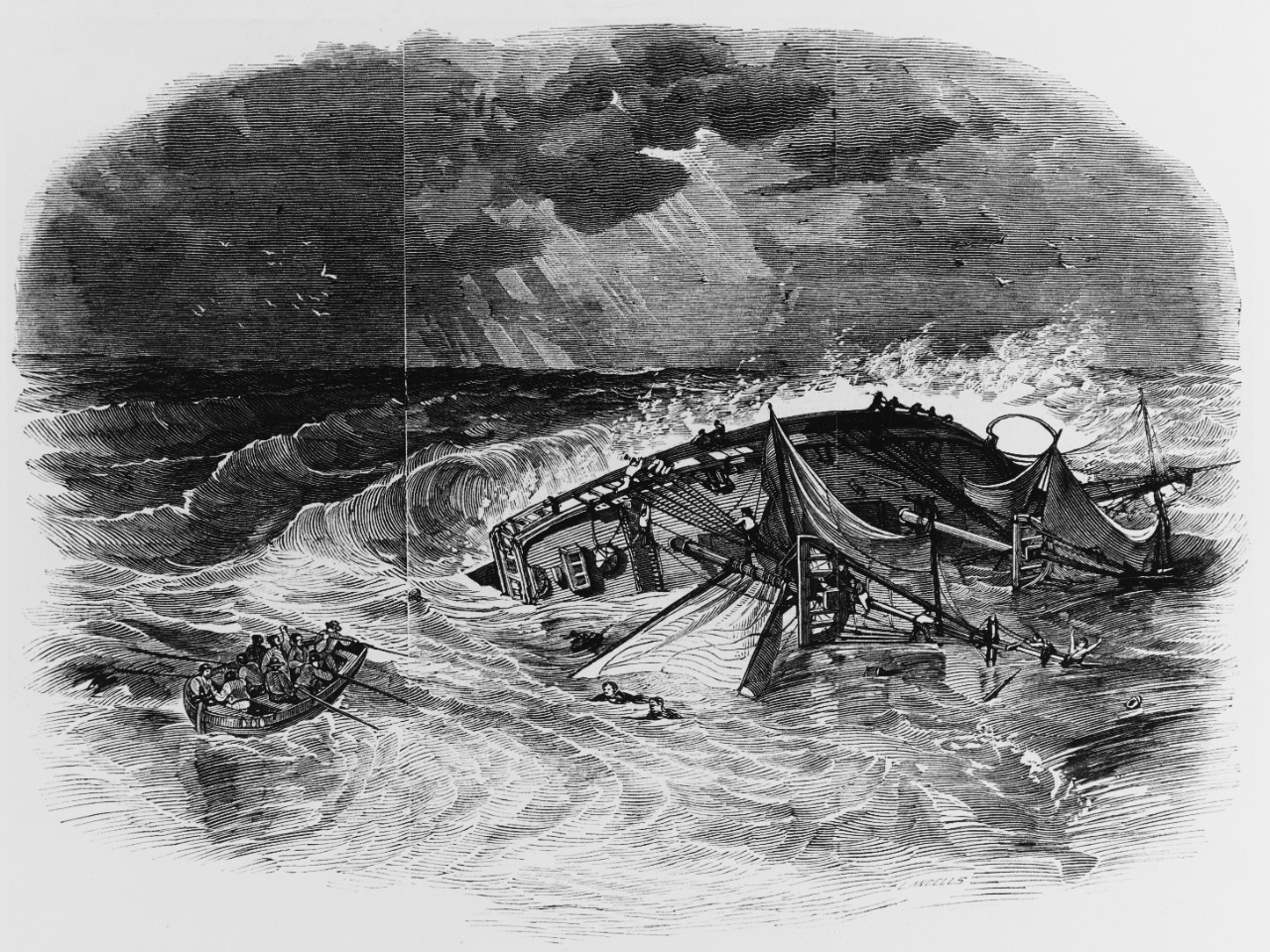
Naufrage du Somers, illustration du Illustrated London News

Au déclenchement de la guerre américano-mexicaine, en 1846, le Somers se trouve dans le golfe du Mexique à proximité de Veracruz. À l’exception de quelques escales en Floride pour réparations et réapprovisionnement, il restera dans cette région jusqu’à l’hiver, participant au blocus maritime. Le soir du 26 novembre, le brick, alors commandé par Raphael Semmes capture un navire mexicain, le Criolla qui se révèle être un navire espion des forces navales américaines. 
Le 8 décembre 1846 alors qu’il prend en chasse un briseur de blocus, le Somers heurte un rocher à fleur d’eau et coule dans les eaux profondes. Trente-deux membres d’équipage disparaissent et sept sont capturés.

## Recherche et exploration de l’épave
L’épave du Somers est découverte en 1986 par George Belcher dans le cadre d’un programme de recherche d’épaves pour un musée mexicain. Arguant de l’importance historique de cette épave, Belcher parvient, en 1987 à faire reconnaître le site comme protégé par les deux gouvernements concernés.
En 1990, une équipe formée d’Américains et de Mexicains entreprend de fouiller l’épave et parvient à dresser un plan détaillé du site où repose le Somers.